# Alexandre Lacazette
Alexandre Lacazette (Lione, 28 maggio 1991) è un calciatore francese di origini guadalupensi, attaccante del Neom.

## Caratteristiche tecniche
Considerato uno dei talenti più puri del calcio francese all'inizio della sua carriera, è un attaccante rapido e di notevoli doti tecniche, in grado di svariare su tutto il fronte offensivo e, dunque, schierabile come prima punta, da trequartista o, più raramente, come esterno d'attacco offensivo. Ad adattarlo per la prima volta al ruolo di centravanti è stato Hubert Fournier, suo allenatore al Lione.
La sua accelerazione, la sua velocità in progressione e l'abilità nel saltare l'uomo palla al piede ne costituiscono i principali punti di forza. Destro di piede, è capace di andare a rete anche con il mancino.

## Carriera

### Club

#### Olympique Lione
Lacazette nasce a Lione, in Francia, da genitori guadalupensi. Sin da giovanissimo dimostra di avere delle doti calcistiche notevoli che, insieme all'appoggio della famiglia, gli permettono di inserirsi nel settore giovanile dell'Olympique Lione. Dopo tre anni passati nell'académie, viene promosso nella seconda squadra del Lione, nella quale ha potuto assaporare il calcio professionistico nelle categorie inferiori. È entrato nel tabellino dei marcatori per la prima volta nella sua carriera il 29 marzo 2009, in una partita vinta 4-0 contro l'Ajaccio in CFA, mettendo a segno una doppietta.Questa esperienza è durata due stagioni, caratterizzate da 23 reti in 53 presenze, che gli hanno valso l'accesso in prima squadra.
Il 5 maggio 2010 fa la sua prima apparizione nella massima serie francese, nella partita vinta 2-1 contro l'Auxerre. A seguito della vittoria del campionato europeo U19, il giovane attaccante firma il suo primo contratto professionistico di durata tre anni. Proveniente dalle giovanili del Lione, scende in campo per la prima volta in Champions League l'8 dicembre 2010, in Lione-Hapoel Tel Aviv 2-2, in cui segna anche una rete.
Nella stagione 2014-2015 vince il titolo di capocannoniere della Ligue 1 con 27 gol. L'8 agosto 2015 rinnova il suo contratto con ingaggio raddoppiato e validità sino al giugno 2019. L'8 novembre seguente realizza una tripletta in campionato contro il Saint-Étienne.
Il 29 ottobre 2016, segnando una doppietta contro in Tolosa-Lione (1-2), tocca quota 101 gol con i lionesi, superando Juninho Pernambucano (fermo a quota 100 reti in 350 presenze con il club francese) e divenendo pertanto il quarto miglior marcatore della storia del Lione. Protagonista dell'ottimo percorso europeo della compagine lionese, viene inserito nella squadra della stagione della UEFA Europa League per il 2016-2017.

#### Arsenal

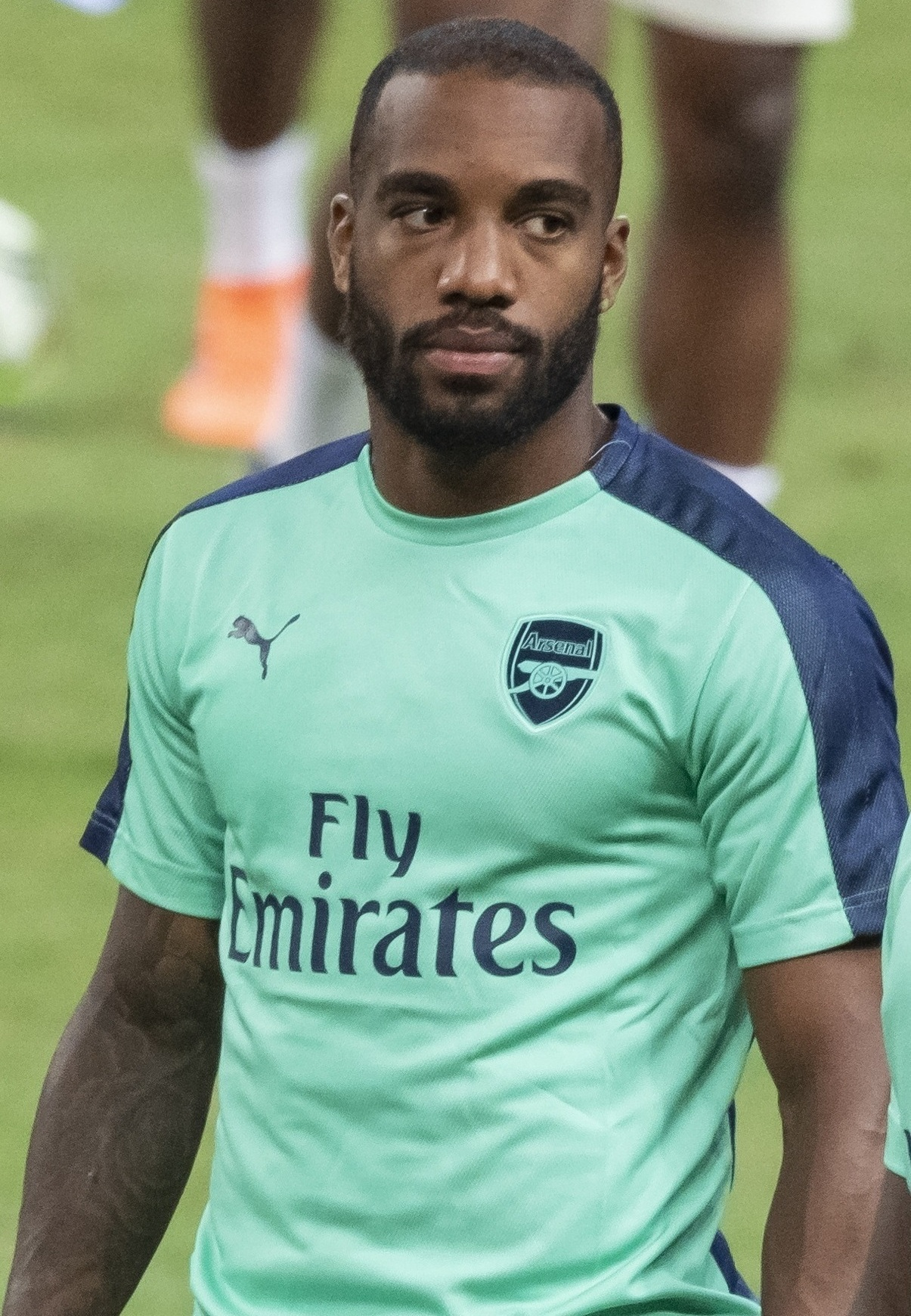
Lacazette con la maglia dell'Arsenal nel 2018

Il 5 luglio 2017 viene trovato l'accordo per il suo passaggio all'Arsenal per l'equivalente di 53 milioni di euro più bonus..
Esordisce con la squadra allenata da Arsène Wenger il 6 agosto in Community Shield contro il Chelsea, nella partita vinta dai Gunners per 4-1 ai tiri di rigore dopo l'1-1 dei tempi regolamentari. L'11 agosto 2017, al debutto in Premier League nella partita casalinga giocata contro il Leicester valevole per la prima giornata di campionato (e vinta per 4-3), segna il suo primo gol con la maglia dei Gunners, aprendo le marcature dell'incontro ad appena 94 secondi dal calcio d'inizio. Va in gol anche nelle due successive gare casalinghe, contro Bournemouth (un gol) e West Bromwich (doppietta). Grazie ai due gol contro il West Brom, Lacazette diviene il primo giocatore dell'Arsenal a segnare nelle prime tre partite interne di campionato con il club dai tempi di Brian Marwood, capace di un'impresa uguale nel settembre 1988. I primi gol europei (doppietta) risalgono alla vittoria per 4-1 contro il CSKA Mosca, nell'andata dei quarti di finale di Europa League. Chiude la stagione con 17 reti in tutte le competizioni.
Nell'Arsenal passato da Arsène Wenger a Unai Emery, il giocatore si ritrova relegato in panchina. L'esordio da titolare con il nuovo tecnico avviene il 2 settembre 2018 in casa del Cardiff City, contro cui Lacazette trova il primo gol stagionale. Conclude la stagione con la sconfitta nella finale di Europa League e a quota 19 reti in tutte le competizioni, venendo votato dai tifosi Calciatore dell'Arsenal della stagione.
Nell'annata seguente vince con i compagni la FA Cup, giocando da titolare la finale vinta contro il Chelsea.
Nel settembre 2020 segna tre gol in tre partite di campionato e si colloca al secondo posto nella graduatoria del Calciatore dell'Arsenal del mese, stilata dal sito del club sulla base dei voti dei tifosi. Il 14 marzo 2021, decidendo con un gol (2-1) il North London derby contro il Tottenham, diviene il primo calciatore a segnare in tre derby casalinghi consecutivi contro il Tottenham dal 2008. L'11 aprile marca il suo cinquantesimo gol in Premier League, nella vittoria per 3-0 contro lo Sheffield Utd. Con 13 reti è il migliore marcatore stagionale dei Gunners in campionato.
Nel dicembre 2021 viene nominato capitano della squadra londinese dall'allenatore Mikel Arteta, al posto del partente Pierre-Emerick Aubameyang. Nonostante metta a segno sei reti fra campionato e coppa (il suo apporto stagionale più basso dall'arrivo in Premier League), Lacazette aiuta l'Arsenal a raggiungere il quinto posto finale nella massima serie, il che consente al club di qualificarsi direttamente alla fase a gironi dell'Europa League. A fine stagione, l'attaccante non rinnova il suo contratto con i Gunners, salutando così la società londinese dopo cinque anni, avendo collezionato un totale di 206 presenze, 71 reti e tre trofei.

#### Ritorno all'Olympique Lione
Il 9 giugno 2022, viene annunciato ufficialmente il ritorno di Lacazette all'Olympique Lione dopo cinque anni, a parametro zero e con la firma di un contratto fino al 30 giugno 2025. Il 7 maggio 2023 mette a segno quattro gol nella partita di campionato vinta per 5-4 contro il Montpellier, nella quale anche Elye Wahi segna un poker.
Lacazette gioca la sua ultima partita per il Lione il 17 maggio 2025, nella quale mette a segno una doppietta nella vittoria per 2-0 contro l'Angers, arrivando a quota 201 gol nella storia del club. Chiude la sua seconda esperienza con l'Olympique Lione dopo tre stagioni, nelle quali mette a segno 61 goal in 94 presenze.

#### Neom SC
Il 1º luglio 2025 si trasferisce a parametro zero ai sauditi del Neom, neopromossi in Saudi Pro League.

### Nazionale
Fa la sua prima apparizione con la maglia della nazionale francese il 5 giugno 2013 in amichevole persa per 1-0 contro l'Uruguay, subentrando al 59º minuto. Il 29 marzo 2015 va a segno per la prima volta in amichevole vinta per 2-0 contro la Danimarca.
Viene convocato per partecipare alle Olimpiadi Parigi 2024 con la nazionale olimpica come fuori quota vincendo la medaglia d'argento. Segna un solo gol, nella vittoria per 3-0 ai danni degli Stati Uniti.

## Statistiche

### Presenze e reti nei club
Statistiche aggiornate al 17 aprile 2025.
| Stagione                 | Squadra                  | Campionato               | Campionato | Campionato | Coppe nazionali | Coppe nazionali | Coppe nazionali | Coppe continentali | Coppe continentali | Coppe continentali | Altre coppe | Altre coppe | Altre coppe | Totale | Totale |
| Stagione                 | Squadra                  | Comp                     | Pres       | Reti       | Comp            | Pres            | Reti            | Comp               | Pres               | Reti               | Comp        | Pres        | Reti        | Pres   | Reti   |
| ------------------------ | ------------------------ | ------------------------ | ---------- | ---------- | --------------- | --------------- | --------------- | ------------------ | ------------------ | ------------------ | ----------- | ----------- | ----------- | ------ | ------ |
| 2008-2009                | Olympique Lione 2        | CFA                      | 19         | 5          | -               | -               | -               | -                  | -                  | -                  | -           | -           | -           | 19     | 5      |
| 2009-2010                | Olympique Lione 2        | CFA                      | 21         | 12         | -               | -               | -               | -                  | -                  | -                  | -           | -           | -           | 21     | 12     |
| 2010-2011                | Olympique Lione 2        | CFA                      | 12         | 6          | -               | -               | -               | -                  | -                  | -                  | -           | -           | -           | 12     | 6      |
| Totale Olympique Lione 2 | Totale Olympique Lione 2 | Totale Olympique Lione 2 | 52         | 23         |                 | -               | -               |                    | -                  | -                  |             | -           | -           | 52     | 23     |
| 2009-2010                | Olympique Lione          | L1                       | 1          | 0          | CF+CdL          | -               | -               | UCL                | -                  | -                  | -           | -           | -           | 1      | 0      |
| 2010-2011                | Olympique Lione          | L1                       | 9          | 1          | CF+CdL          | -               | -               | UCL                | 2                  | 1                  | -           | -           | -           | 11     | 2      |
| 2011-2012                | Olympique Lione          | L1                       | 29         | 5          | CF+CdL          | 4+4             | 2+2             | UCL                | 6                  | 1                  | -           | -           | -           | 43     | 10     |
| 2012-2013                | Olympique Lione          | L1                       | 31         | 3          | CF+CdL          | -               | -               | UEL                | 5                  | 1                  | SF          | 1           | 0           | 37     | 4      |
| 2013-2014                | Olympique Lione          | L1                       | 36         | 15         | CF+CdL          | 2+4             | 2+3             | UCL+UEL            | 4+8                | 0+2                | -           | -           | -           | 54     | 22     |
| 2014-2015                | Olympique Lione          | L1                       | 33         | 27         | CF+CdL          | 2+1             | 2+1             | UEL                | 4                  | 1                  | -           | -           | -           | 40     | 31     |
| 2015-2016                | Olympique Lione          | L1                       | 34         | 21         | CF+CdL          | 2+1             | 0               | UCL                | 6                  | 2                  | SF          | 1           | 0           | 44     | 23     |
| 2016-2017                | Olympique Lione          | L1                       | 30         | 28         | CF+CdL          | 1+1             | 1+1             | UCL+UEL            | 4+8                | 1+6                | SF          | 1           | 0           | 45     | 37     |
| 2017-2018                | Arsenal                  | PL                       | 32         | 14         | FACup+CdL       | 0+2             | 0               | UEL                | 4                  | 3                  | CS          | 1           | 0           | 39     | 17     |
| 2018-2019                | Arsenal                  | PL                       | 35         | 13         | FACup+CdL       | 2+2             | 0+1             | UEL                | 10                 | 5                  | -           | -           | -           | 49     | 19     |
| 2019-2020                | Arsenal                  | PL                       | 30         | 10         | FACup+CdL       | 4+0             | 0+0             | UEL                | 5                  | 2                  | -           | -           | -           | 39     | 12     |
| 2020-2021                | Arsenal                  | PL                       | 31         | 13         | FACup+CdL       | 2+2             | 0+1             | UEL                | 8                  | 3                  | CS          | -           | -           | 43     | 17     |
| 2021-2022                | Arsenal                  | PL                       | 30         | 4          | FACup+CdL       | 1+5             | 0+3             | -                  | -                  | -                  | -           | -           | -           | 36     | 7      |
| Totale Arsenal           | Totale Arsenal           | Totale Arsenal           | 158        | 54         |                 | 20              | 5               |                    | 27                 | 13                 |             | 1           | 0           | 206    | 72     |
| 2022-2023                | Olympique Lione          | L1                       | 35         | 27         | CF              | 4               | 4               | -                  | -                  | -                  | -           | -           | -           | 39     | 31     |
| 2023-2024                | Olympique Lione          | L1                       | 29         | 19         | CF              | 5               | 3               | -                  | -                  | -                  | -           | -           | -           | 34     | 22     |
| 2024-2025                | Olympique Lione          | L1                       | 30         | 15         | CF              | 2               | 0               | UEL                | 10                 | 4                  | -           | -           | -           | 42     | 19     |
| Totale Olympique Lione   | Totale Olympique Lione   | Totale Olympique Lione   | 297        | 161        |                 | 33              | 21              |                    | 58                 | 19                 |             | 3           | 0           | 391    | 201    |
| Totale carriera          | Totale carriera          | Totale carriera          | 507        | 238        |                 | 53              | 26              |                    | 85                 | 32                 |             | 4           | 0           | 649    | 296    |

### Cronologia presenze e reti in nazionale
| Cronologia completa delle presenze e delle reti in nazionale ― Francia | Cronologia completa delle presenze e delle reti in nazionale ― Francia | Cronologia completa delle presenze e delle reti in nazionale ― Francia | Cronologia completa delle presenze e delle reti in nazionale ― Francia | Cronologia completa delle presenze e delle reti in nazionale ― Francia | Cronologia completa delle presenze e delle reti in nazionale ― Francia | Cronologia completa delle presenze e delle reti in nazionale ― Francia | Cronologia completa delle presenze e delle reti in nazionale ― Francia |
| Data                                                                   | Città                                                                  | In casa                                                                | Risultato                                                              | Ospiti                                                                 | Competizione                                                           | Reti                                                                   | Note                                                                   |
| ---------------------------------------------------------------------- | ---------------------------------------------------------------------- | ---------------------------------------------------------------------- | ---------------------------------------------------------------------- | ---------------------------------------------------------------------- | ---------------------------------------------------------------------- | ---------------------------------------------------------------------- | ---------------------------------------------------------------------- |
| 5-6-2013                                                               | Montevideo                                                             | Uruguay                                                                | 1 – 0                                                                  | Francia                                                                | Amichevole                                                             | -                                                                      | 59’                                                                    |
| 9-6-2013                                                               | Porto Alegre                                                           | Brasile                                                                | 3 – 0                                                                  | Francia                                                                | Amichevole                                                             | -                                                                      | 70’                                                                    |
| 7-9-2014                                                               | Belgrado                                                               | Serbia                                                                 | 1 – 1                                                                  | Francia                                                                | Amichevole                                                             | -                                                                      | 74’                                                                    |
| 14-11-2014                                                             | Rennes                                                                 | Francia                                                                | 1 – 1                                                                  | Albania                                                                | Amichevole                                                             | -                                                                      | 70’                                                                    |
| 18-11-2014                                                             | Marsiglia                                                              | Francia                                                                | 1 – 0                                                                  | Svezia                                                                 | Amichevole                                                             | -                                                                      | 68’                                                                    |
| 29-3-2015                                                              | Saint-Étienne                                                          | Francia                                                                | 2 – 0                                                                  | Danimarca                                                              | Amichevole                                                             | 1                                                                      | 71’                                                                    |
| 7-6-2015                                                               | Saint-Denis                                                            | Francia                                                                | 3 – 4                                                                  | Belgio                                                                 | Amichevole                                                             | -                                                                      | 46’                                                                    |
| 13-6-2015                                                              | Elbasan                                                                | Albania                                                                | 1 – 0                                                                  | Francia                                                                | Amichevole                                                             | -                                                                      |                                                                        |
| 8-10-2015                                                              | Nizza                                                                  | Francia                                                                | 4 – 0                                                                  | Armenia                                                                | Amichevole                                                             | -                                                                      | 88’                                                                    |
| 11-10-2015                                                             | Copenaghen                                                             | Danimarca                                                              | 1 – 2                                                                  | Francia                                                                | Amichevole                                                             | -                                                                      | 74’                                                                    |
| 2-6-2017                                                               | Rennes                                                                 | Francia                                                                | 5 – 0                                                                  | Paraguay                                                               | Amichevole                                                             | -                                                                      | 73’                                                                    |
| 31-8-2017                                                              | Parigi                                                                 | Francia                                                                | 4 – 0                                                                  | Paesi Bassi                                                            | Qual. Mondiali 2018                                                    | -                                                                      | 80’ 85’                                                                |
| 3-9-2017                                                               | Tolosa                                                                 | Francia                                                                | 0 – 0                                                                  | Lussemburgo                                                            | Qual. Mondiali 2018                                                    | -                                                                      | 60’                                                                    |
| 7-10-2017                                                              | Sofia                                                                  | Bulgaria                                                               | 0 – 1                                                                  | Francia                                                                | Qual. Mondiali 2018                                                    | -                                                                      | 76’                                                                    |
| 10-11-2017                                                             | Parigi                                                                 | Francia                                                                | 2 – 0                                                                  | Galles                                                                 | Amichevole                                                             | -                                                                      | 73’                                                                    |
| 14-11-2017                                                             | Colonia                                                                | Germania                                                               | 2 – 2                                                                  | Francia                                                                | Amichevole                                                             | 2                                                                      | 76’                                                                    |
| Totale                                                                 |                                                                        | Presenze                                                               | 16                                                                     |                                                                        | Reti                                                                   | 3                                                                      |                                                                        |

| Cronologia completa delle presenze e delle reti in nazionale ― Francia olimpica | Cronologia completa delle presenze e delle reti in nazionale ― Francia olimpica | Cronologia completa delle presenze e delle reti in nazionale ― Francia olimpica | Cronologia completa delle presenze e delle reti in nazionale ― Francia olimpica | Cronologia completa delle presenze e delle reti in nazionale ― Francia olimpica | Cronologia completa delle presenze e delle reti in nazionale ― Francia olimpica | Cronologia completa delle presenze e delle reti in nazionale ― Francia olimpica | Cronologia completa delle presenze e delle reti in nazionale ― Francia olimpica |
| Data                                                                            | Città                                                                           | In casa                                                                         | Risultato                                                                       | Ospiti                                                                          | Competizione                                                                    | Reti                                                                            | Note                                                                            |
| ------------------------------------------------------------------------------- | ------------------------------------------------------------------------------- | ------------------------------------------------------------------------------- | ------------------------------------------------------------------------------- | ------------------------------------------------------------------------------- | ------------------------------------------------------------------------------- | ------------------------------------------------------------------------------- | ------------------------------------------------------------------------------- |
| 4-7-2024                                                                        | Bayonne                                                                         | Francia olimpica                                                                | 4 – 1                                                                           | Paraguay olimpica                                                               | Amichevole                                                                      | -                                                                               | cap. 64’                                                                        |
| 11-7-2024                                                                       | Toulon                                                                          | Francia olimpica                                                                | 7 – 0                                                                           | Rep. Dominicana olimpica                                                        | Amichevole                                                                      | 2                                                                               | cap. 63’                                                                        |
| 17-7-2024                                                                       | Toulon                                                                          | Francia olimpica                                                                | 1 – 1                                                                           | Giappone olimpica                                                               | Amichevole                                                                      | -                                                                               | cap. 72’                                                                        |
| 24-7-2024                                                                       | Marsiglia                                                                       | Francia olimpica                                                                | 3 – 0                                                                           | Stati Uniti olimpica                                                            | Olimpiadi 2024 - 1º turno                                                       | 1                                                                               | cap.                                                                            |
| 27-7-2024                                                                       | Nizza                                                                           | Francia olimpica                                                                | 1 – 0                                                                           | Guinea olimpica                                                                 | Olimpiadi 2024 - 1º turno                                                       | -                                                                               | cap. 49’ 87’                                                                    |
| 2-8-2024                                                                        | Bordeaux                                                                        | Francia olimpica                                                                | 1 – 0                                                                           | Argentina olimpica                                                              | Olimpiadi 2024 - Quarti di finale                                               | -                                                                               | cap. 80’                                                                        |
| 5-8-2024                                                                        | Lione                                                                           | Francia olimpica                                                                | 3 – 1 dts                                                                       | Egitto olimpica                                                                 | Olimpiadi 2024 - Semifinale                                                     | -                                                                               | cap. 105’                                                                       |
| 9-8-2024                                                                        | Parigi                                                                          | Francia olimpica                                                                | 3 – 5 dts                                                                       | Spagna olimpica                                                                 | Olimpiadi 2024 - Finale                                                         | -                                                                               | cap. 52’                                                                        |
| Totale                                                                          |                                                                                 | Presenze                                                                        | 8                                                                               |                                                                                 | Reti                                                                            | 3                                                                               |                                                                                 |

## Palmarès

### Club
- Coppa di Francia: 1

O. Lione: 2011-2012
- Supercoppa francese: 1

O. Lione: 2012
- Community Shield: 2

Arsenal: 2017, 2020
- Coppa d'Inghilterra: 1

Arsenal: 2019-2020

### Nazionale
- Campionato d'Europa Under-19: 1

Francia 2010
- Argento olimpico: 1

2024

### Individuale
- Capocannoniere degli Europei Under-19: 1

Francia 2010 (4 reti)
- Scarpa d'oro del campionato del mondo Under-20: 1

Colombia 2011 (5 gol)
- Trophées UNFP du football: 1

Squadra ideale della Ligue 1: 2014
- Capocannoniere della Ligue 1: 1

2014-2015 (27 gol)
- Squadra della stagione della UEFA Europa League: 1

2016-2017